# 863

## Събития
- В Първата българска държава, по време на управлението на Борис I, византийски духовници покръстват българите.

## Родени
- Луи III – крал на Франция